# Silent Sigh
Silent Sigh – singel Ani Dąbrowskiej z 2010 roku.

## Ogólne informacje
Utwór pochodzi z filmu Był sobie chłopiec z 2002 roku z Hugh Grantem w roli głównej. Oryginalnie nagrał go brytyjski muzyk Badly Drawn Boy. „Silent Sigh” w jego wykonaniu dotarło do 16. miejsca UK Singles Chart.
Ania Dąbrowska nagrała własną wersję „Silent Sigh” na swoją czwartą płytę, Ania Movie, będącą zbiorem jej ulubionych utworów filmowych. Piosenka została wydana jako trzeci singel z albumu w listopadzie 2010.

## Teledysk
Autorem scenariusza teledysku jest Ania, a wyreżyserował go Bo Martin. Wykorzystano w nim zedytowaną wersję piosenki. Wideoklip miał swoją premierę w ostatnich dniach listopada 2010.

## Pozycje na listach
| Lista                              | Pozycja |
| ---------------------------------- | ------- |
| Lista przebojów Programu Trzeciego | 30      |
| Extralista RDC                     | 20      |